# Rijksbeschermd gezicht Maarssen
Gezicht Maarssen is een van rijkswege beschermd dorpsgezicht in Maarssen in de Nederlandse provincie Utrecht. De procedure voor aanwijzing werd gestart op 30 oktober 1962. Het gebied werd op 20 december 1966 definitief aangewezen.
Het beschermd gezicht beslaat een oppervlakte van 78.4 hectare. Het ligt langs de rivier de Vecht en omvat onder meer de Lange-, Heren- en Schippersgracht. Ook bijvoorbeeld delen langs de Bolensteinsestraat, Breedstraat, Kaatsbaan, Nassaustraat, Diependaalsedijk, het Zandpad en de Straatweg vallen erin.
Panden die binnen een beschermd gezicht vallen krijgen niet automatisch de status van beschermd monument. Wel zal de gemeente het bestemmingsplan aanpassen om nieuwe ontwikkelingen in het gebied te reguleren. De gezichtsbescherming richt zich op de stedenbouwkundige en cultuurhistorische waardering van een gebied en wil het toekomstig functioneren daarvan veiligstellen.